# Hartmut Gaßner

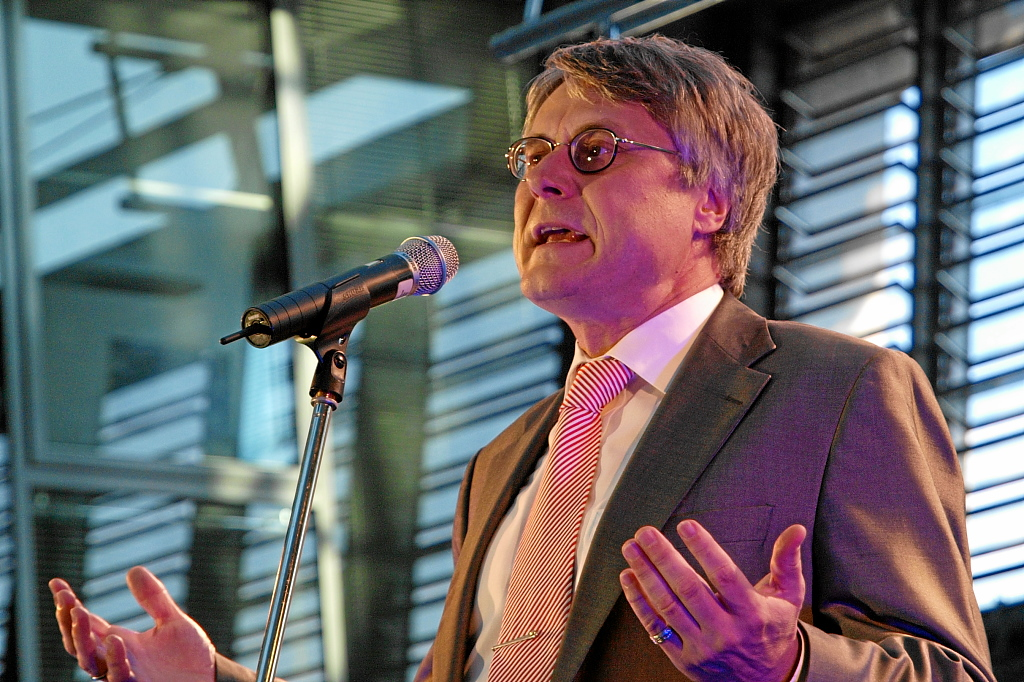
Hartmut Gaßner

Hartmut Werner Gaßner (* 6. April 1956 in Nürnberg) ist ein auf das Umweltrecht spezialisierter Rechtsanwalt und Honorarprofessor. Er lebt und arbeitet in Berlin.

## Studium und Ausbildung
Gaßner studierte Rechtswissenschaften von 1976 bis 1982 an der Freien Universität in Berlin. Anschließend war er wissenschaftlicher Mitarbeiter der Bundestagsfraktion Bündnis 90/Die Grünen. Dort arbeitete er insbesondere Otto Schily bei dessen Tätigkeit im Flick-Untersuchungsausschuss zu.
Von 1984 bis 1987 absolvierte Gaßner sein Referendariat in Berlin und gründete noch als Referendar zusammen mit seinem Partner, Wolfgang Siederer, das Anwaltsbüro GGSC. Seine Rechtsanwaltszulassung erhielt er 1987.

## Rechtsanwaltstätigkeit
Hartmut Gaßner war Gründungspartner der Rechtsanwaltskanzlei  Gaßner, Groth, Siederer & Coll. (GGSC) und ist weiterhin als Of Counsel tätig.
Die Kanzlei GGSC ist schwerpunktmäßig beratend in den Bereichen Umwelt, Bauen und Planen sowie kommunale Ver- und Entsorgung (Abfall, Wasser, Energie) tätig. Im Jahr 2010 wurde die Kanzlei als Juve Kanzlei des Jahres im Bereich Öffentliches Umwelt- und Planungsrecht ausgezeichnet. Die Kanzlei umfasste 2022 gut 40 Berufsträger und fast 30 Mitarbeiter.
Gaßners Arbeitsfelder sind die Bereiche Energierecht und Klimaschutz, Abfallwirtschaft und Abfallrecht sowie Kommunalwirtschaft und Kommunalrecht. Dabei liegen die Tätigkeitsschwerpunkte in den Bereichen Recht der Erneuerbaren Energien (Fotovoltaik-, Geothermie-, Windkraftprojekte), Atomrecht, Emissionshandel, Wertstoffwirtschaft, Ministerial- und Kommunalberatung sowie Verbands- und Politikberatung.
Ferner war Gaßner auch rechtswissenschaftlich tätig und Autor, Mitautor und Herausgeber verschiedener rechtswissenschaftlicher Veröffentlichungen. Er war von 2011 bis 2023 Lehrbeauftragter an der TU Braunschweig, die ihn 2018 zum Honorarprofessor bestellt hat.
Neben seiner Of Counsel-Tätigkeit beschäftigt sich Gaßner mit architektur- und kunstgeschichtlichen Themen wie dem Werk von Mies van der Rohes und Geschichte(n) des alten Tiergartenviertels in Berlin. Er verfasste Beiträge und Vorträge zu Mies van der Rohe und dem Mäzenatentum im Kaiserreich sowie zu Edvard Munch. Daneben ist er im Freundeskreis Haus Perls (Berlin) und dem Förderverein des Mies-van-der-Rohe-Hauses (Haus Lemke) engagiert.

## Funktionen
Gaßner war von 2011 bis 2024 Aufsichtsratsvorsitzender der Genossenschaft BürgerEnergie Berlin. Die BürgerEnergie Berlin engagiert sich für eine zukunftsfähige, nachhaltige und demokratische Energiepolitik in Berlin und setzt sich insbesondere für die Organisation des Berliner Stromnetzes sowie weiterer Infrastruktureinrichtungen für die Energiewende in Bürgerhand ein.
Von April 2014 bis Juli 2016 war Gaßner Mitglied der Kommission Lagerung hoch radioaktiver Abfallstoffe, die nach § 3 des Standortauswahlgesetzes das Verfahren für die Suche nach einem Standort für ein Atom-Endlager vorbereitete. Gemeinsam mit dem Landesbischof der Evangelisch-lutherischen Landeskirche Hannovers, Ralf Meister, war Gaßner Vorsitzender der AG Öffentlichkeitsbeteiligung. Diese sog. AG 1 befasste sich schwerpunktmäßig mit den Themen Gesellschaftlicher Dialog, Öffentlichkeitsbeteiligung und Transparenz. Ihr Ziel war es, Strukturen der Öffentlichkeitsbeteiligung für ein Standortauswahlverfahren zur Lagerung hoch radioaktiver Abfallstoffe zu entwickeln. Die Übergabe des Kommissionsberichts an Bundestagspräsident Norbert Lammert und Bundesumweltministerin Barbara Hendricks beendete am 5. Juli 2016 die Kommissionsarbeit.
Gaßner war außerdem Mitglied der auch als Atom-Kommission bekannten Kommission zur Überprüfung der Finanzierung des Kernenergieausstiegs – KFK. Die Atom-Kommission hat Empfehlungen erarbeitet, wie sowohl die Finanzierung von Stilllegung und Rückbau der Kernkraftwerke als auch die Entsorgung der radioaktiven Abfälle sichergestellt werden kann. Mit Übergabe des Berichts nebst Handlungsempfehlungen vom 27. April 2016 an den Staatssekretärausschuss Kernenergie hat die Atom-Kommission ihre Arbeit beendet.
Ferner war Gaßner Berater (Member of advisory board) der Miniwiz Co. Ltd., einer in Taiwan ansässigen Gesellschaft, die sich darauf spezialisiert hat, Altmaterialien zu recyceln und daraus hochwertige neue Produkte zu schaffen (Upcycling).
Schließlich war Gaßner mehr als 20 Jahre Vorsitzender des EnergieVereins und in den Umweltausschuss des Deutschen Anwaltsvereins (DAV) berufen.
Von 2009 bis 2011 war Gaßner Vizepräsident des Bundesverbands Erneuerbare Energie e. V., in den Jahren 2009/2010 Präsident des Bundesverbands Geothermie und von 1993 bis 1999 Geschäftsführer der Mediation GmbH Berlin.

## Privates
Gaßner ist verheiratet und Vater einer erwachsenen Tochter. Er lebt seit 1976 in Berlin.